# 위성은하

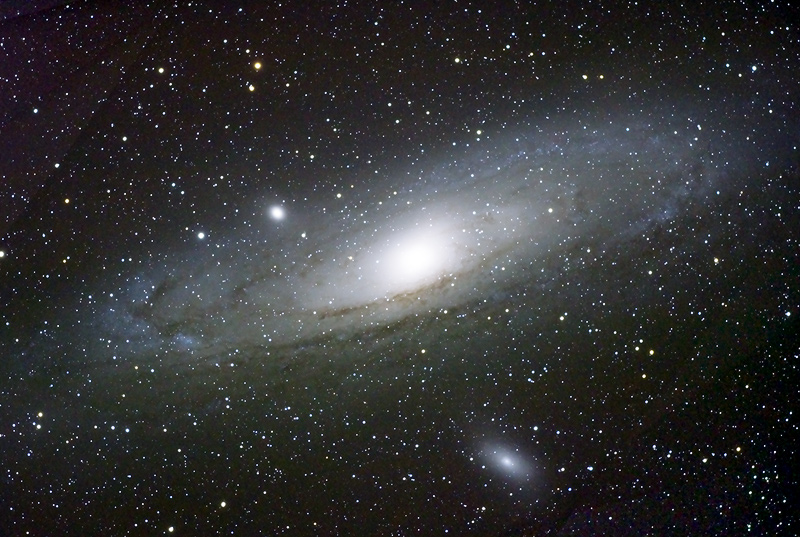
안드로메다 은하와 그 근처의 위성은하 M32와 M110

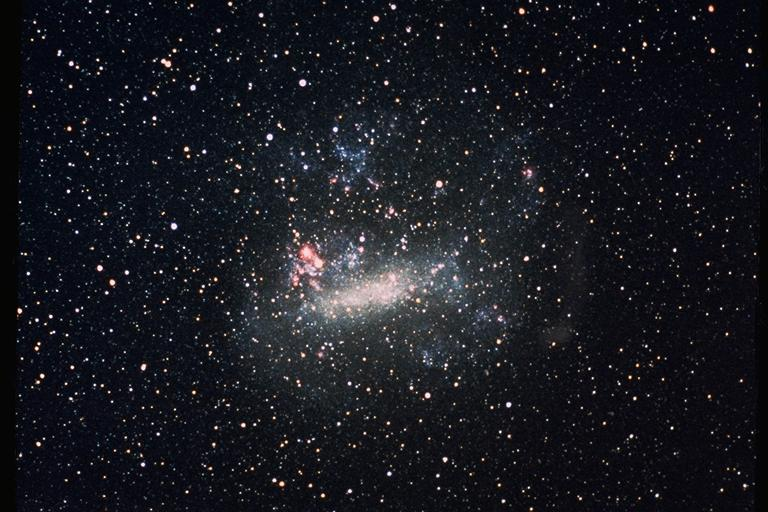
우리 은하의 가장 큰 위성은하이자, 국부 은하군에서 네 번째로 큰 대마젤란 은하

위성은하(衛星銀河, 영어: satellite galaxy)는 중력적 상호작용에 의해 거대한 은하를 공전하는 은하다. 비록 은하는 서로 연관되지 않은 (별, 행성, 성운 같은)많은 수의 천체들로 구성되어있지만, 구성 천체들의 위치의 (질량에 의한)균등한 무게중심에 해당되는 은하의 질량 중심이 있다. 이는 모든 물체들이 모든 구성 원자들의 균등한 무게중심에 해당되는 위치에 질량중심을 갖고 있는 것과 같다.
공전하는 은하의 쌍 중 한 쪽 은하가 유별나게 큰 경우에 큰 쪽이 주인은하가 되고, 작은 쪽은 위성은하가 된다. 만약 공전하는 두 은하가 대략적으로 크기가 비슷하다면, 이 두 은하는 쌍성계(Binary system)를 이루었다고 일컫는다.
은하가 정면으로 마주치게 된다면 충돌하거나, 병합하거나, 서로 찢어버리거나, 몇몇의 구성 천체의 이동 등의 상호작용을 하게 된다. 이런 상황에서 은하의 끝과 다른 은하의 시작에 해당되는 경계를 구분하기 어려울 수 있다. 은하 사이의 충돌은 은하와 다른 은하 내부의 천체들 사이의 충돌을 필연적으로 동반하지 않는다. 은하의 내부는 대부분 빈 공간이기 때문이다. 엄밀히 말하자면 근처의 성간구름으로부터의 중력은 서로를 뒤틀게 만들거나, 은하 너머의 다른 은하로부터 성간물질을 가져오게 만들 수 있다.

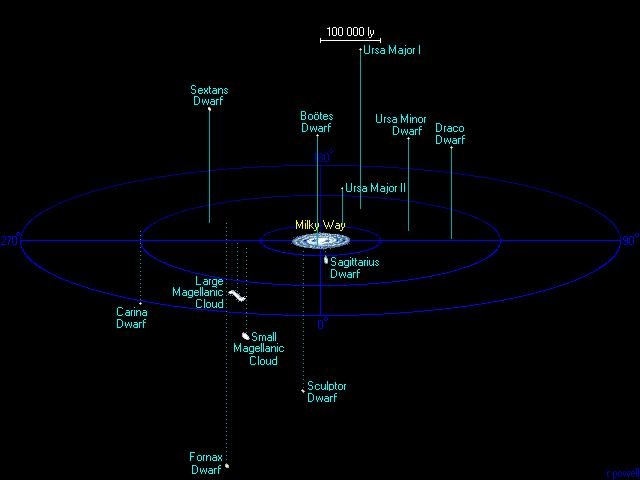
우리 은하의 위성은하

## 같이 보기
- 상호작용은하
- 왜소 은하
- 나선 은하
- 은하간 조석